# NGC 2262
NGC 2262 (другое обозначение — OCL 531) — рассеянное скопление в созвездии Единорог.
Этот объект входит в число перечисленных в оригинальной редакции «Нового общего каталога»
Скопление составляют преимущественно звёзды в диапазоне яркости от +16 до +22 видимых визуальных звёздных величин. Диаграмма Герцшпрунга-Рассела для скопления позволяет определить его возраст - около 500 миллионов лет. 